# Edward Adelbert Doisy
Edward Adelbert Doisy (13. listopadu 1893, Hume, Illinois – 23. října 1986, St. Louis) byl americký chemik.
Objevil konstituci vitamínů K1 a K2 a pohlavních hormonů (estrogenů). Spolu s E. Allenem vyvinuli tzv. Allenův-Doisyho test. Spolu s C. P. H. Damem dostali roku 1943 Nobelovu cenu za fyziologii a medicínu za objev konstituce vitamínu K.
Doisy přispěl i ke zlepšení metod na izolaci a identifikaci inzulinu.

## Dílo
- Sex and Internal Secretions (1939 spolu s Edgarem Allenem a C. H. Danforthem)